# 鎩
鎩是一種中國漢代出現的長柄武器，即是有鐔的鈹，鐔可用於格擋敵軍兵器，鎩的外型類似叉和钂。鎩的頭端有整個用銅作，也有中鋒用鐵作而鐔用銅作。